# Kevin Mirallas
Kevin Antonio Joel Gislain Mirallas y Castillo (pronunție în spaniolă [ˈkeβin miˈɾaʎas]; n. 5 octombrie 1987, Liège, Valonia, Belgia) este un fotbalist belgian de origine spaniolă retras din activitate.
Mirallas și-a început cariera profesionistă în Franța cu Lille și Saint-Étienne, înainte de a se muta în Grecia la Olympiacos în 2010. Mirallas s-a bucurat de succes în perioada petrecută la Olympiacos, marcând 34 de goluri în 52 de meciuri de ligă. A fost golgheter în al doilea sezon cu Olympiacos, cu 20 de goluri în 25 de meciuri. Performanțele sale impresionante au atras atenția lui Everton, care l-a semnat în vara lui 2012 pentru 6 milioane de lire sterline. După ce a jucat în mod regulat pentru clubul Merseyside în următoarele cinci sezoane și jumătate, a fost împrumutat înapoi la Olympiacos în ianuarie 2018, petrecând restul sezonului acolo, precum și având o altă perioadă de împrumut la Fiorentina în sezonul următor. Mirallas și-a petrecut ultimele patru sezoane ale carierei sale profesioniste la patru cluburi diferite, întorcându-se mai întâi în țara natală la Royal Antwerp. Apoi a continuat să joace pentru echipa turcă Gaziantep, portugheză Moreirense, iar apoi și-a încheiat cariera după un sezon în Cipru la AEL Limassol.